# فالح حسن وصفي
فالح حسن وصفي هو مدرب ولاعب كرة قدم عراقي دولي سابق لعب مع نادي الميناء.

## الإنجازات

### دولية
العراق
- كأس العرب 1964 : بطل

## روابط خارجية
- قاعدة بيانات لاعبي المنتخب العراقي
- نادي الميناء: بحارة الجنوب